# Arquidiocese de Belgrado
A Arquidiocese de Belgrado (Archidiœcesis Belogradensis) é uma circunscrição eclesiástica da Igreja Católica situada em Belgrado, na Sérvia. Seu atual arcebispo é László Német, S.V.D. Sua Sé é a Catedral da Bem-Aventurada Virgem Maria da Assunção de Belgrado.
Possui 18 paróquias servidas por 25 padres, abrangendo uma população de 5 090 000 habitantes, com 0,4% da dessa população jurisdicionada batizada (19 890 católicos).

## História
A atual arquidiocese deriva da antiga diocese de Singidunum, erigida na época do Império Romano, sufragânea da arquidiocese de Viminacio, sé metropolitana da província romana de Moesia Prima (ou Superior). Existem dois bispos documentados de Singidunum, ambos apoiadores do Arianismo: Ursácio e Secondiano. A Sé desapareceu com as primeiras invasões bárbaras, mas foi restaurada por Justiniano I no século VI; segundo Jacques Zeiller, um bispo anônimo de Singidunum poderia ser documentado em 580. Mais tarde, a diocese foi finalmente abolida.
A partir de 1290 a série episcopal foi retomada. Neste período a cidade e a diocese tinham nomes diferentes: Alba Graeca, Alba Bulgarica, Nandoralba. A partir de 1429 teve o nome de diocese de Belgrado e foi sufragânea da arquidiocese de Kalocsa; incluiu também no seu território a cidade de Timișoara, que depois cedeu à diocese de Csanad. Sob o domínio otomano, os administradores apostólicos foram nomeados a partir de 1521.
Sob o subsequente governo dos Habsburgos, o direito de eleição episcopal foi reivindicado pela coroa, à qual a Santa Sé se opôs, porque a diocese de Belgrado não estava entre as dez fundadas por Santo Estêvão da Hungria. Belgrado permaneceu em mãos austríacas em três períodos diferentes: 1688-1690, 1717-1739 e 1789-1791. A partir de 1647, os bispos de Belgrado também foram administradores apostólicos de Smederevo (Semendria em latim). Em 23 de dezembro de 1729, a diocese de Smederevo foi unida aeque principaliter à de Belgrado. Segundo De Rosa e Cracco, depois de 1737 Belgrado voltou ao domínio otomano e apenas o título da diocese permaneceu, enquanto o governo espiritual passou do arcebispo de Skopje (1744) para o de Nicopolis. Em 1858 foi confiado ao bispo de Đakovo, Josip Juraj Strossmayer.
Após a concordata de 24 de junho de 1914, a hierarquia católica foi restaurada no reino da Sérvia; a sé de Belgrado foi restaurada após anos de sede vacante e elevada à categoria de arquidiocese. No entanto, a eclosão da Primeira Guerra Mundial e as subsequentes mudanças geopolíticas na região adiaram a implementação da concordata. Somente em 1924 foi nomeado o primeiro arcebispo, o franciscano Ivan Rafael Rodić.
Em 16 de dezembro de 1986, em virtude da bula Quoniam ut compertum do Papa João Paulo II, tornou-se sede metropolitana com as atuais dioceses sufragâneas. Em 12 de julho de 1988, com o decreto Maiori Christifidelium da Congregação para os Bispos, a cátedra da arquidiocese foi transferida da igreja de Cristo Rei para a da Bem-Aventurada Virgem Maria da Assunção.

## Prelados
- Ursácio † (antes de 343 - circa 369)
- Secondiano † (mencionado em 381)
- Martinho, O.F.M. † (1290 - 1231)
- André, O.P. † (1322 - ?)
- Paulo, O.E.S.A. † (1330 - 1346)[11]
- Paulo Adam, O.Cruc. † (1346 - ? )
- João de Flestin (ou Frusten), O.E.S.A. † (1363 - 1365)[12]
- Nicolau de Frusten, O.E.S.A. † (1365 - 1369)[13]
- Miguel † (? )
- Gregório de Nexe, O.F.M. † (1419 - ?)
- Mateus de Riapa, O.F.M. † (1420 - ?)
- Antônio, O.F.M. † (1423 - ?)
- Nicolau, O.F.M. † (1427 - ?)
- Brás João, O.F.M. † (1432 - ?)
- Estêvão Pedro † (1438 - ?)
- Tomé † (1450 - ?)
- Pedro de Seguedino † (1475 - ?)
- João de Rhenese † (1494 - ?)
  - Sede vacante
  - Tomé † (1506 - ?) (bispo titular)
  - Nicolau João Pedro † (1525 - ?) (bispo titular)
  - Pedro Katich † (? - 1622) (administrador apostólico)[14]
  - Alberto Rengjich de Ragusa, O.F.M. † (1625 - 1630)[15]
  - Pedro Massarechi † (1631 - 1634)[16]
  - Jaime de Carpi, O.F.M.Conv. † (1640 - 1647) (administrador apostólico)
- Marinho Ibrisimoich, O.F.M. † (1647 - ?)
- Mateus Benlich, O.F.M. † (1651 - 1674)
  - Roberto Korlatovich, O.F.M. † (1675 - ?) (bispo eleito)
- Mateus Berniacovich, O.F.M. † (1675 - 1707)
- Lucas Natal † (1709 - 1720)
  - Sede vacante (1720-1728)
- Anton von Thurn und Valsassina † (1729 - 1733)
- Franz Anton von Engel in Wagrain  † (1734 - 1750)
  - Sede vacante (1750-1755)
- István Pucz † (1755 - 1771)
  - Sede vacante (1771-1775)
- Anton Zlatarić † (1775 - 1790)
- Nikolaus Kondé de Pókatelek † (1792 - 1800)
- József Ignác de Vilt † (1800 - 1806)
- Sandor Bodonyi † (1806 - 1811)[17]
- Štefan Cech † (1814 - 1821)
  - Sede vacante (1821-1833)
- Michael Johann Wagner † (1833 - 1836)
- Ivan Schrott † (1837 - circa 1858)
  - Sede vacante (1858-1924)
  - Josip Juraj Strossmayer † (1858[18] - 1898) (administrador apostólico)[19]
  - Wenceslau Soić † (1858 - 1869) (bispo titular)[20]
  - Ivan Pavlesić † (1871 - 1893) (bispo titular)[21]
- Ivan Rafael Rodić, O.F.M. † (1924 - 1936)
- Josip Antun Ujčić † (1936 - 1964)
- Gabriel Bukatko † (1964 - 1980)
- Alojz Turk † (1980 - 1986)
- Franc Perko † (1986 - 2001)
- Stanislav Hočevar, S.D.B. (2001 - 2022)
- László Német, S.V.D. (desde 2022)